# 推拿 (電視劇)
《推拿》（英語：See Without Looking），是2013年在中国大陆上映的一部电视剧，由中国导演康洪雷执导，演员濮存昕、张国强、李菁菁、刘威葳、高亚麟主演。剧情改编自作家毕飞宇的同名小说，小说曾获茅盾文学奖，故事讲述盲人推拿师们的励志故事。该剧于2013年8月15日登陆央视一套晚间黄金档。

## 剧情梗概
讲述了一群在“沙宗琪”推拿院工作的盲人推拿师们故事。

## 演员表
- 濮存昕 饰演 沙复明
- 李菁菁 饰演 崔云
- 张国强 饰演 王泉
- 刘威葳 饰演 孔佳玉
- 高亚麟 饰演 张宗琪
- 赵　倩 饰演 韩秋霞
- 李　樑 饰演 曲芒来
- 王亚彬 饰演 金嫣
- 徐子瑄 饰演 邓小梅
- 李　博 饰演 牛三勇
- 吴紫彤 饰演 高唯
- 李依伊 饰演 都红
- 缪俊杰 饰演 马跃

## 製作

### 前期籌備
導演康洪雷曾表示自己喜歡這部原著小說，2010年就曾稱會將《推拿》改編成電視劇，但因為劇本原因，項目遲遲沒有開機。後來，康洪雷找到了他的老搭檔編劇陳枰改編劇本。編劇陳枰直言，因為劇本講述的內容，所以當初她並不看好把《推拿》做成電視劇“既沒有狗血也沒有分崩離析的段落，電視台很難買賬”。但是她最終將18萬字的小說改成30集電視劇版內容。2011年12月14日導演康洪雷出席《推拿》改編研討會，透露目前劇本第一稿已完成，2012年2月7日《推拿》劇組正式成立，並於3月正式開機拍攝。

### 劇組安排
《推拿》的主演在導演康洪雷的安排曾下幾次去北京盲人學校體驗生活，學習盲人推拿，了解盲人的生活常態、技能訓練、盲杖的使用方法等。《推拿》劇組為了在外觀上讓演員更接近盲人，特意從曾負責《愛麗絲夢遊記》製作的美國好萊塢專業公司，定制了特殊的隱形眼鏡，這種隱形眼鏡不但能在視覺上起到仿真效果，還能讓演員一戴上它就看不清外面的事物，很方便主演們演绎盲人。開機後，劇組還專門聘請一名推拿師，全程跟組指導演員的動作。

### 參演演員
電視劇版《推拿》主創人員於2012年3月7日出席電視劇新聞發布會，宣佈濮存昕確定出演劇中推拿店掌門人“沙復明”，張國強、劉威葳、王亞彬、繆俊傑、高亞麟飾演的盲人推拿師，而李菁菁、李博等飾演明眼人。

## 侵權事件
2013年9月，《推拿》原小說作家畢飛宇與人民文學出版社聯合向北京市東城區法院提出訴訟，狀告電視劇版《推拿》編劇陳枰未經畢飛宇許可，擅自授權西苑出版社出版劇本《推拿》。2014年3月19日，北京市東城區法院一審判決畢飛宇勝訴：認定被告陳枰、西苑出版社侵犯畢飛宇《推拿》著作權，劇本《推拿》下架，賠償畢飛宇經濟損失5萬元。編劇陳枰對一審判決不服，表示準備提起上訴。同時人民文學出版社工作人員向記者表示，原小說作家畢飛宇得知結果但並不滿意，將和畢飛宇於15日內上訴。

## 收视率
该剧首播后，收视率并不理想，但是网络上关于该剧的评价却相当之高，甚至有网友称这是一部零差评的电视剧。「叫好不叫座」的现象引起网友及业内人士的争议与思考。

## 奬項
- 第13届华鼎奖中国百强电视剧最佳主题曲演唱 《看见》推拿—谭晶

## 节目变迁
| 中国 央视一套 黄金剧场 周日至周五 20:00-22:00 两集 | 中国 央视一套 黄金剧场 周日至周五 20:00-22:00 两集 | 中国 央视一套 黄金剧场 周日至周五 20:00-22:00 两集 |
| -------------------------------------------------- | -------------------------------------------------- | -------------------------------------------------- |
|                                                    | 推拿 （2013.8.15 - 2013.9.4）[a]                   |                                                    |
| 花木兰传奇 （2013.7.18 - 2013.8.14）               | 大秦帝国之纵横 （2013.9.5 - 2013.10.9）            |                                                    |

^ a. 2013年8月23日起每周五停播，改播《中国汉字听写大会》；2013年9月1日停播一天。